# ダミアン・ダ・シウバ
ダミアン・ダ・シウバ（Damien Da Silva、1988年5月17日 - ）はフランスのサッカー選手。ポジションはDF。メルボルン・ビクトリーFC所属。

## 経歴
2009年7月16日、シャモア・ニオールFCの契約延長の打診を断り、LBシャトールーと3年契約を結んで移籍した。
2021年5月26日、オリンピック・リヨンと2年契約を結んだ。
2023年2月6日、Aリーグ・メンのメルボルン・ビクトリーFCに2023-24シーズン終了までの契約で移籍した。